# Locon
Locon é uma comuna francesa na região administrativa de Altos da França, no departamento de Pas-de-Calais. Estende-se por uma área de 9,52 km². Em 2010 a comuna tinha 2 489 habitantes (densidade: 261,4 hab./km²).